# Gorbómező
Gorbómező település Romániában, Szilágy megyében.

## Fekvése
Csákigorbótól keletre, Zálha és Aszó között fekvő település.

## Története
Gorbómező (Hosszúmező) nevét az oklevelek 1332-ben említették először Hozzwmezeu néven.
1378-ban Huzymezeu, 1511-ben Hozyw Mezeu, 1561-ben Hozzwmezeu, 1808-ban Hosszúmező, 1888-ban Huzmezeu, 1913-ban Gorbómező-nek írták.
A település első ismert birtokosai az Aba nemzetséghez tartozó Czente család-ból való János és annak János nevű fia voltak.
1322-ben Czente János fia János Dellő-Apátiért cserébe adta Elefánti Dezső mesternek, aki sebesi várnagy volt, később azonban újra Czene János birtokában találjuk.
1356-ban Czente János sógorának, Vas Miklósnak és László, István, Pál és János nevű fiainak adta   oda a szilágy vármegyei Borzua hegyével együtt, azért, hogy nevezettek róla élete hátralevő részében gondoskodjanak.
1378-ban már királyi birtok, a király Bebek Györgynek és Imrének adományozta.
1557-ben Pelsőczi Bebek Ferencé, aki itteni részét nejének Somi Ilonának adományozta.
1577-ben a birtok egy része a fejedelemre szállt, míg másik része Csáky Lászlóé Balassa Zsófia férjéé volt.
1589-ben Báthory Zsigmond az eddig Almás várához tartozó itteni birtokrészeit Kendy Sándornak adományozta.
1590-ben a Kendyek osztozkodásakor ifjú Kendy Gábornak jutott egy itteni jobbágy.
1592-ben Báthory Zsigmond a Csáky Dénes fia után reá szállott részt Csáky Istvánnak adományozta.
1600-ban a Csákyak mellett Petky Istvánt írták a település egyik birtokosának.
1658-ban végzett összeíráskor gróf Csáky Istvánnak itt 3, Havasali Istvánnak 5, Kolozsvár városának 1 adófizető jobbágya volt itt.
1696-ban török hódoltsági terület.
1773-ban gróf Haller György, Macskási Péter, Macskási Ferencné, a kolozsvári római katolikus plébánia és Haller János birtoka volt.
Magyar lakói még az alparéti lázadás alatt kipusztultak, helyükre román lakosok költöztek.
1891-ben 527 lakosából 490 görögkatolikus, 24 görögkeleti, 13 izraelita volt.
1910-ben 563 lakosa volt, melyből 11 német, 552 román, ebből 554 görögkatolikus, 8 görög ortodox, 11 izraelita volt.
Gorbómező (Hosszúmező) a 20. század elején Szolnok-Doboka vármegye Csákigorbói járásához tartozott.

## Nevezetességek
- Görögkatolikus fatemploma 1600-ban épült a község déli részén, Mihály és Gábor arkangyalok tiszteletére szentelték fel. Felirattal ellátott harangjai 1700-ból valók. A templomot többször felújították; 1777-ben és 1840-ben is.